# Magerøya

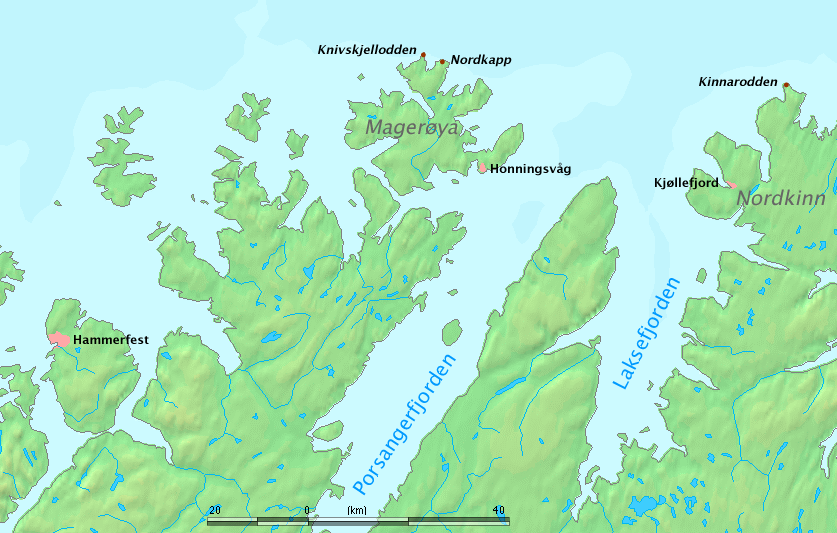
Localização de Magerøya

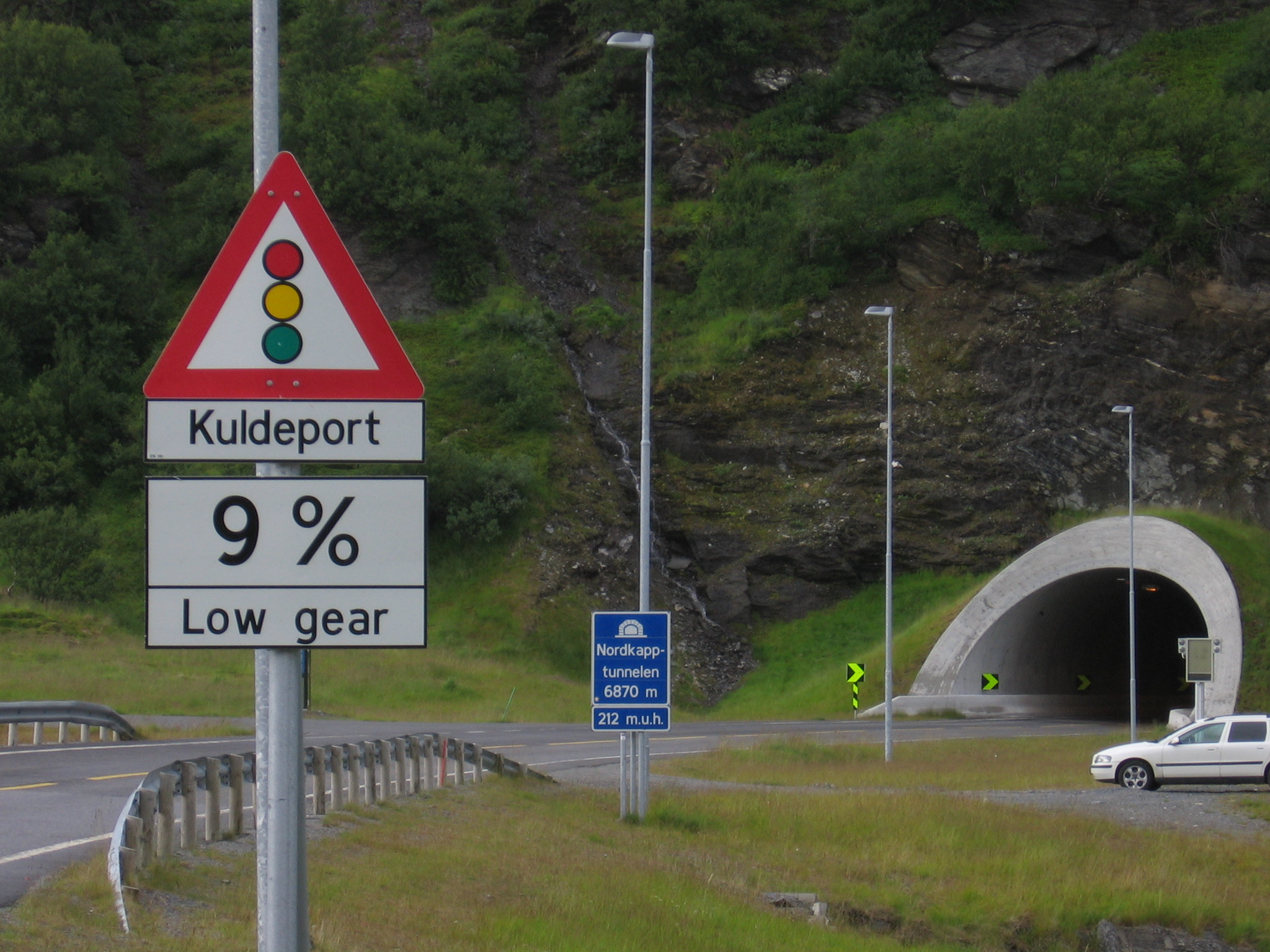
Entrada para o túnel

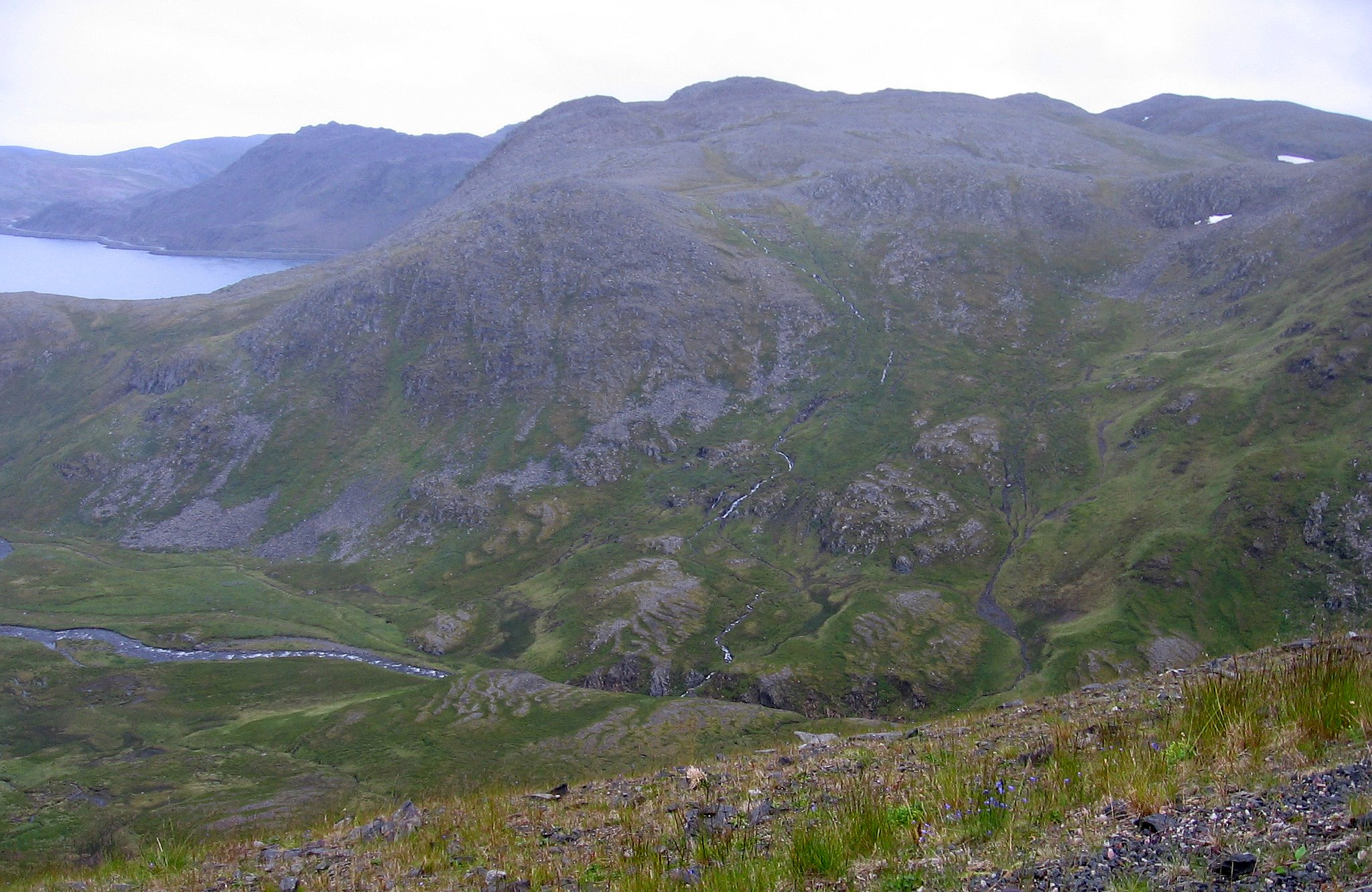
Magerøya vista da estrada E-69

Magerøya é uma ilha de 400 km² na comunidade de Nordkapp , situada no extremo norte da Noruega. O seu ponto mais setentrional é Knivskjellodden. Porém, a maior atracção da ilha é o Cabo Norte.
Cerca de 4.000 pessoas habitam a ilha, a metade das quais em Honningsvåg, na costa sul.
Apresenta uma paisagem de tundra, desolada, estéril e sem árvores.